# Байдашка (хутор)
Байдашка — упразднённый хутор в Ашинском районе Челябинской области России. На момент упразднения входил в состав Биянского сельского Совета. Исключен из учётных данных в 1966 году.

## География
Располагался в горной тайге у подножья хребта Каратау, на реке Байдашка, в северной части района .

## История
Исключён из учётных данных Решением Челябинского облисполкома от 26.04.1966 